# Numicia orphana
Numicia orphana är en insektsart som beskrevs av Rauno E. Linnavuori 1973. Numicia orphana ingår i släktet Numicia och familjen Tropiduchidae. Inga underarter finns listade i Catalogue of Life.